# 富川市厅站
富川市廳站（：／ Bucheon-sicheong yeok */?）是首爾地鐵7號線沿線的一座地下車站，位於韓國京畿道富川市中洞。

## 車站結構
站體為1面2線島式月台的地下車站，候車月台設有月台幕門，並有5處出口。其中，3號出口與E-mart和現代百貨間設有連通道。

### 月台配置
| 新中洞 ↑ |
| 下 上 \| |
| ↓ 上洞   |

| 月台 | 路線           | 目的地                                       |
| ---- | -------------- | -------------------------------------------- |
| 上行 | ●首爾地鐵7號線 | 溫水、崇實大學、道峰山、長岩方向             |
| 下行 | ●首爾地鐵7號線 | 上洞、三山體育館、掘浦川、富平區廳、石南方向 |

## 歷史
- 2012年10月27日：落成啟用。

## 車站周邊
- E-mart中洞店
- 現代百貨中洞店
  - 富川CGV
- 富川市政府
- 富川市議會
- 順天鄕大學（朝鲜语：순천향대학교）附設富川醫院
- 富川中央公園
- 安重根紀念公園
- KT中洞營業所
- 富川郵局
- 富明高校
- 富光初等學校
- 京畿藝術高校
- 富川室內體育館（朝鲜语：부천실내체육관）
- 京仁地方勞動廳
- 富川僱傭支援中心

## 相鄰車站
仁川交通公社
●首爾地鐵7號線
新中洞（754）－富川市廳（755）－上洞（756）